# Кьюза-Склафани
Кьюза-Склафани (итал. Chiusa Sclafani) — коммуна в Италии, располагается в регионе Сицилия, подчиняется административному центру Палермо.
Население составляет 3293 человека, плотность населения составляет 58 чел./км². Занимает площадь 57 км². Почтовый индекс — 90033. Телефонный код — 091.
Покровителем коммуны почитается святитель Николай Мирликийский, чудотворец, празднование 6 декабря.